# Sommet de l'OTAN de mai 2002
Pour un article plus général, voir Sommet de l'OTAN.

Carte des Etats membres de l'OTAN.

Le sommet de l'OTAN Rome 2002 est un sommet de l'OTAN, conférence diplomatique réunissant en session extraordinaire à Rome, en Italie, le 28 mai 2002, les chefs d'État et de gouvernement des pays membres de l'Organisation du traité de l'Atlantique nord.